# Опрокинутая дуга
«Опрокинутая дуга», или «Наклонная арка» (англ. Tilted Arc), — гигантская стальная абстрактная скульптура (композиция) в стиле паблик-арт американского скульптора Ричарда Серра (род. 1939), одно из его ключевых произведений.
Была установлена в Нью-Йорке в 1981 году, демонтирована в 1989 году после протестов общественности.

## Создание, обсуждение, демонтаж
Скульптура была заказана в 1981 году правительством США — и в том же году установлена в Нижнем Манхэттене (Нью-Йорк) в комплексе Federal Plaza на площади Фоли, вокруг которой находятся здания многих административных ведомств, в том числе Верховного суда штата Нью-Йорк, суда США по международной торговле, а также здание муниципалитета Манхэттена. Представляла собой стальное лезвие длиной 36,5 м (120 футов), высотой 3,6 м (12 футов) и весом 72 тонны.

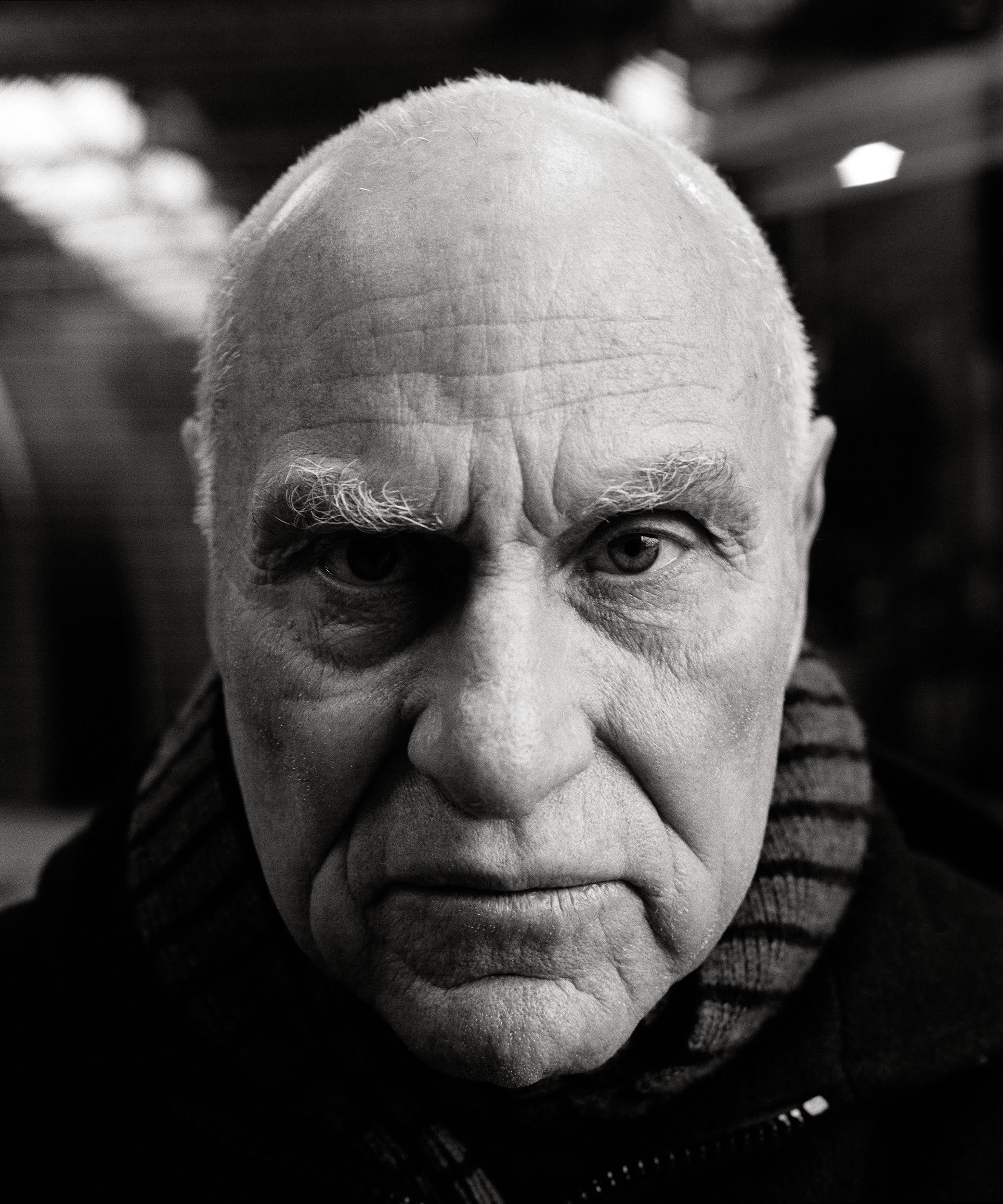
Ричард Серра. Фотография 2005 года

Сразу после её установки начались бурные общественные дебаты относительно художественного назначения скульптуры и её влияния на общественное пространство. Критики большей частью хвалили «Опрокинутую дугу», видя в ней в том числе дань уважения к кораблям, машинам, поездам и стальной индустрии США в целом, обычные же люди в качестве основной претензии выдвигали тот факт, что раньше площадь можно было пересечь по прямой, а теперь им приходилось обходить скульптуру. Серра доказывал, что таков и был его замысел — чтобы человеку волей-неволей приходилось взаимодействовать с произведением искусства. Серра говорил, что эта скульптура, несмотря на свою массивность, должна производить впечатление невесомой, поскольку по мере движения вокруг неё у человека меняется ощущение взаимодействия между скульптурой и пространством, между скульптурой и зрителем.
В 1985 году прошли публичные слушания, на основании которых, а также в связи с многочисленными жалобами, которые продолжали поступать в различные инстанции, однажды ночью в 1989 году скульптура была демонтирована. Демонтаж столь известного произведения искусства вызвал бурю возмущения со стороны художественного мира и вошёл в историю как один из наиболее ярких примеров непонимания публикой художника, как пример крушения иллюзий относительно паблик-арта в целом.

## Анализ и последствия
Скульптуру можно отнести к такому направлению современного искусства, как искусство места, характерной особенностью которого является учёт «специфики места» при создании художественной работы.
«Опрокинутую дугу» отличала монументальность и претензия на вечность; скульптура как бы соревновалась с традиционной монументальной скульптурой. Про эту свою работу Серра говорил, что она была умышленно подрывной и что он хочет «повернуть сознание зрителя в сторону реального положения дел: в личной и общественной сфере, политической, официальной и идеологической, в вопросах экономики и торговли, психологии и социологии». Относительно этой скульптуры, имеющей вид «железного занавеса» в прямом смысле слова, историк искусства Эми Демпси писала, что, возможно, замысел Серра состоял в том, чтобы напомнить и о другом «железном занавесе»; при этом Дампси обращает внимание, что в 1989 году были демонтированы как «Опрокинутая дуга», так и один из символов реального «железного занавеса» — Берлинская стена.
Одним из последствий сноса этой скульптуры стало создание в Европе и США общественных организаций, специализирующихся на проведении переговоров между художниками и архитекторами, с одной стороны, общественностью, с другой стороны, и, с третьей стороны, теми административными и финансовыми органами и организациями, от которых зависит реализация художественных идей в публичном пространстве.